# Дюфо, Люс
Люс Дюфо́  (фр. Luce Dufault, род. 19 августа 1966, Онтарио, Квебек, Канада) — квебекская певица.

## Биография

### Начало пути
Люс Дюфо родилась в Орлеане — франкоязычном пригороде Оттавы, в англоязычной провинции Онтарио (Канада), 19 августа 1966 года.
С раннего детства Люс обожала лошадей: у неё был свой собственный конь. Когда девочке было 11 лет, её родители развелись, мать решила уехать из Канады, а Люс и её трое братьев и сестёр остались с отцом. Им пришлось переехать, и Люс рассталась со своей лошадкой. Ей было тяжело привыкнуть к новой жизни: «Я часто плакала. Дети разведённых родителей в то время встречались редко, не то, что сейчас. Надо мной смеялись в школе».
Но долго грустить Люс не пришлось — у девушки оказался прекрасный голос! Уже в 15 лет она в составе группы «Stable Mates» («собратья по конюшне» — говорящее название) пела блюз в барах Монреаля.
И именно в одном из этих баров, «Les beaux esprits» на улице Сен-Дени, она познакомилась с Даном Бигра (фр. Dan Bigras) и стала его бэк-вокалисткой. Казалось бы, что общего Люс нашла у себя с противоречивым Кристианом Мистралем (фр. Christian Mistral), известным, как законченный мачо, Даном Бигра, воплощающем мрачные эпизоды жизни и душевную тяжесть, с Роже Табра (фр. Roger Tabra), чья поэзия глубока и полна отчаяния? Она легко объяснила это так: «Возможно, потому что, когда 20 лет назад мне пришлось петь в барах, я была окружена бродягами и чувствовала, что я тоже из их породы». В клубах дыма Люс Дюфо пела блюзы, пила виски, исповедовала религию «peace and love» и вгоняла в холодный пот своих родителей.
В 1990 году начинающая певица получила приглашение от Рока Вуазина (фр. Roch Voisine), очарованного её голосом, поехать с ним в европейское турне на три месяца тоже в качестве бэк-вокалистки.

### Мюзиклы («Легенда о Джимми» и «Стармания»)
Следующее событие в жизни Люс стало знаковым: в 1992 году в Квебеке на одной из телепередач молодую вокалистку заметил Люк Пламондон (фр. Luc Plamondon) и предложил ей роль в монреальской постановке рок-оперы «Легенда о Джимми» (фр. La Legende de Jimmy), написанной им в сотрудничестве с Мишелем Берже (фр. Michel Berger). Люс исполнила роль групи Джеймса Дина. Её партнёром по сцене был тогда ещё неизвестный Брюно Пельтье (фр. Bruno Pelletier). Для них обоих это был первый опыт работы в рок-опере, и, по выражению Брюно, они с Люс «прошли хорошую школу». «Легенда о Джимми» также явилась для молодых исполнителей шансом заявить о себе.
Очень довольный работой своих протеже, Люк Пламондон нашёл новое применение талантам Дюфо и Пельтье. В 1993 году они улетели в Париж участвовать в новой постановке легендарной «Стармании»: Брюно Пельтье — для роли предводителя банды Джонни Рокфора, Люс Дюфо — чтобы сыграть роль официантки Мари-Жанны. Два года на сцене театра Могадор были триумфом для 28-летней исполнительницы, отчаявшейся было добиться известности. «Для меня это было мечтой — играть в таком шоу, как Стармания». Мечта не превратилась в кошмар, но опыт был нелегким… «Первый год мне очень нравилось. Второй год я начала находить это очень выматывающим. Были вечера, когда я думала о чем угодно, только не о том, о чем пела и чувствовала себя посредственностью»

### Сольное творчество

#### 1995—2006
Вернувшись через два года в Квебек, Люс занялась своим первым альбомом, пластинкой-контрастом с лирическими балладами (Belle ancolie, Laissez-nous la chance, Ballade a donner) и песнями, ставшими впоследствии рок-хитами (Soirs de scotch, Tequila). В этом ответственном деле ей помогали все те же Роже Табра, Дан Бигра и Кристиан Мистраль, а также Люк Пламондон, Ришар Сеген и Даниэль Лавуа.
Однако работу пришлось на некоторое время отложить, так как артистку отвлекли другие важные дела: у Дюфо родилась дочь Люно. По словам счастливой мамы, семья для неё всегда номер один, и карьера может подождать.
Впрочем, на качестве альбома никакие проблемы не сказались: «Luce Dufault» («Люс Дюфо»), вышедший в 1995 году, разошёлся тиражом в 165 000 экземпляров и получил четыре номинации на Gala de l’ADISQ. Однако своей первой награды Люс удостоилась в 1997-м за «лучшее живое выступление года». Критики называли этот диск «трамплином, который привел Люс прямо на сцену, где публика узнала её, и где она чувствует себя лучше всего». На сцене песни, исполненные Люс преображались: "То, что ей не нравится в своём диске, исчезает, заменённое аранжировками и импровизациями. Как будто сцена позволяет ей каждый вечер переделывать, улучшать свой альбом. Никаких мизансцен, никакого бэк-вокала ("и мне не обязательно надевать платье! «-смеялась Люс). Только певица и её голос».
1998 год ознаменовался выходом второго альбома «Des Milliards de choses» («Миллиарды вещей»). Это совершенно иная по звучанию работа певицы, наполненная психоделическим колоритом, музыка в «синих тонах» с глубиной океана («Murmure et serment» Ришара Сегена), ретроспективной «Chanson pour Anna» и медитативной «Je m’appelle Solitude» и «Des milliards de choses» Даниэля Лавуа — заглавной песней, отразившей глубину характера сильной женщины.
В 2000 году Люс Дюфо откладывает свою карьеру: она готовится стать мамой во второй раз. В ноябре 2000 у неё рождается сын — Мика. Сразу после рождения ребёнка в своих интервью Люс обещает записать новый альбом к осени 2001 года, который получит название «Au-dela des mots» («По ту сторону слов») и будет носить в целом «светлый» характер, создаваемый мелодичными песнями «Le jour ou tu ne reviendras pas» и «Ici la-bas» Сильвена Коссета (фр. Sylvain Cossette), «Une femme a la mer» фолк-композитора Мишеля Ривара (фр. Michel Rivard) и ритмичной «Si demain» в стиле поп-рок Алена Симара (фр. Alain Simard).
Следующий альбом Люс Дюфо «Bleu», единогласно одобренный критикой, выходит в марте 2004 года. На первый взгляд кажется, что тексты несут надежду, в противоположность символике четырёх предыдущих альбомов. Переслушав «Bleu», начинаешь отдавать себе отчёт в том, что, хотя Люс на этот раз выбрала более светлые песни, она, тем не менее, обратилась к сильным текстам, рассказывающим об одиночестве человека, страхе потерять любовь и хрупкости жизни. Благодаря кисти Вероник Бло (фр. Veronique Bleau) «Je voudrais» стала маленькой драгоценностью в теме проходящего времени.
Период с 2004 по 2006 насыщенный: участие в рок-опере «Daniel Boum», турне с репертуаром «Bleu».

#### 2007—2013
В марте 2007 Люс записывает свой нежный и грустный «Demi-jour» («Половина света»), в котором акцентируется эмоциональная подача текстов Нельсона Менвиля (Nelson Minville), Марка Дери (фр. Marc Déry), Мишеля Ривара (фр. Michel Rivard), Ришара Сегена (фр. Richard Séguin) и Марка Шабо (фр. ). Певица сделала «Demi-jour» как «лайв в студии» со всей своей командой, игравшей в режиме реального времени. образом, мой альбом не такой стерилизованный, как студийный, но более натуральный, не слишком гладкий, звук очень чистый и чувства переданы», — объясняет певица.
Люс Дюфо, чьи песни добрую половину 90-х крутились по радио, больше не участвует в шоу-бизнесе. Отныне она идёт просёлочными дорогами, так же, как и её друг Ришар Сеген, написавший музыку к «Va pas dire» и «J’aurais aime t’ecrire».
22 января 2010 Люс с квебекскими музыкантами (Брюно Пельтье, Даниэлем Буше, Пьером Лапуантом и т. д.) выступает на благотворительном концерте «Ensemble pour Haïti», посвящённом землетрясению на Гаити. Она поёт хит мюзикла «Стармания» «Le monde est stone» («Мир — это камень») в окружении бывших своих коллег по работе над рок-оперой: Мари-Жозе Лор (фр. :fr:Marie-Josée Lord), Пэтси Галлант, Мартин Сан-Клер (фр. Martine St-Clair), Жюдит Берар (фр. Judith Bérard).
6 февраля 2010 на всех радиостанциях Квебека зазвучал хит ритм-энд-блюза «I cant stand the rain», выразительно исполненный Люс, чем ознаменовался выход 7 альбома в карьере с простым названием «Luce» — микс таких стилей, как R&B и soul («I can’t stand the rain», «Baby I love you»), джаз («My funny Valentine», «Since I fell for you») и поп («Time after time»). «Когда я мечтала о карьере певицы, я представляла себя именно такой исполнительницей. И люди, приходившие послушать меня в барах, тоже думали, что мой первый диск будет похож на это. Поэтому многие, когда он вышел, спрашивали, как же так произошло. Они ожидали альбом R&B и блюза. Я же решила делать карьеру на французском и исполнять песни, написанные для меня», — рассказывает Люс. Но я всегда хотела выпустить такой альбом, как этот, — продолжает она. — Он все время крутился у меня в голове, и я ждала подходящего момента. На Soir de première мы немного затронули эту тему, но то был альбом «лайв»". Короткая стрижка была спонтанным решением, диск — хорошо продуманным шагом. Но в обоих случаях Люс Дюфо принимает свой выбор. Кто её любит, следует за ней.
Весной 2013 года Люс выпустила новый, восьмой по счёту, альбом, «Du temps pour moi» («Время для меня»).

### «Дочери Калеба»
Однако в 2010 году Люс Дюфо не ограничивается турне с альбомом. Певица была приглашена участвовать в масштабном проекте автора/композитора/исполнителя песен Мишеля Ривара, фолк-опере «Дочери Калеба» (Les Filles de Caleb) по знаменитому одноимённому роману Арлетт Кустюр. Состав труппы был поистине звёздным: Даниэль Буше, Брюно Пельтье, Мари-Мишель Дерозье, Ив Сутьер, Катрин Сенар, Стефани Лапуант, Ив Ламбер, Мишель Ривар и др. Люс исполняла главную роль — Эмили Бордело. Сюжет музыкального спектакля включал основные события трёхтомного произведения, где на вековом отрезке времени представлены судьбы мужественных женщин-представительниц трех поколений одной семьи: Эмили Бордело, юной преподавательницы, своенравной и влюбленной, Бланш Проново, миссионерки по духу и Элиз Лозе, женщины свободной и страстной. Этих героинь, таких непохожих друг на друга, объединяет независимость суждений, стремление к счастью, поиски своего пути в жизни. «Прежде всего, это очень драматичная история, — объясняет Ривар. — Для тех, кто интересуется определенными музыкальными стилями, я бы посоветовал представить гибрид фолка, кантри и традиционной музыки». Премьера этого масштабного спектакля, в котором были использованы чудеса мультимедиа, состоялась весной 2011 года в Монреале, а затем последовало турне по Квебеку. Спектакль был высоко оценен как публикой, так и критикой.